# ブレイム・イット
ブレイム・イット（Blame It）は、2009年1月26日にリリースされたジェイミー・フォックスの2枚目のシングルである。多くのアーティストとリミックスバージョンが作られている。ビルボードのHot R&Bで14週間1位を記録した。

## リミックス
- "Blame It (Official Remix)" (feat. バスタ・ライムス, リル・ウェイン and T-ペイン)
- "Blame It (Official Remix Pt. 2)" (feat. カーディナル・オフィシャル, バスタ・ライムス, リル・ウェイン and T-ペイン)
- "Blame It (Jeezy Remix)" (feat. ヤング・ジージー and T-ペイン)
- "Blame It (Teairra Mari Remix)" (feat. ジェイミー・フォックス and T-ペイン)
- "Blame It (Joc Remix)" (feat. ヤング・ジョック and T-ペイン)
- "Blame It (Maino Remix)" (feat. マイノ and T-ペイン)
- "Blame It (Juelz Remix)" (feat. ジュエルズ・サンタナ and T-ペイン)
- "Blame It (Juelz Remix 2)" (feat. ジュエルズ・サンタナ and リル・ウェイン)
- "Blame It (N.O.R.E. Remix)" (feat. N.O.R.E. and T-ペイン)
- "Blame It (Trina Mix)" (feat. トリーナ ("Red Rum"をサンプリングした リル・ウェイン))
- "Blame It (Freemix)" (feat. フリーウェイ and T-ペイン)
- "Blame It (G-Unit Diss)" (feat. リック・ロス and T-ペイン)
- "Blame It (フリースタイル)" (トレイ・ソングズ)
- "Blame It (フリースタイル)" (ジャーメイン・デュプリ)
- "Blame It (Konvict Remix)" (feat. カーディナル・オフィシャル)
- "Blame It (Spanish Remix)" (feat. フュエゴ)
- "Blame It (DJ Ill Will Remix)" (feat. ヤ・ボーイ & T-ペイン)
- "Blame It (Bad Boy Remix)" (feat. ドニー・クラング & ヤング・ジョック)